# Bathygobius burtoni
Bathygobius burtoni is een  straalvinnige vissensoort uit de familie van grondels (Gobiidae). De wetenschappelijke naam van de soort is voor het eerst geldig gepubliceerd in 1875 door O'Shaughnessy.
De vis komt voor in de wateren van West-Afrika voor de kust van landen als Ghana, Kameroen en Sao Tomé en Principe. De soort staat op de Rode Lijst van de IUCN als Onzeker, beoordelingsjaar 1996.